# Ермакъярви
Ермакъярви — озеро на территории Ребольского сельского поселения Муезерского района Республики Карелия.

## Общие сведения
Площадь озера — 5 км², площадь водосборного бассейна — 146 км². Располагается на высоте 184,6 метров над уровнем моря.
Форма озера лопастная, немного вытянутая с севера на юго. Берега несильно изрезанные, каменисто-песчаные, местами заболоченные.
С северной стороны в озеро впадает река Лабийоки.
Из озера вытекает река Ермакйоки, впадающая в озеро Большое Ровкульское, откуда через реки Сулу и Лендерку воды в итоге попадают в Балтийское море.
В озере расположены три безымянных острова различной площади.
С запада и севера от озера проходит лесовозная дорога.
Код объекта в государственном водном реестре — 01050000111102000010540.